# 延斯·耶雷米斯
延斯·謝利美斯（Jens Jeremies，1974年3月5日-）是德國前足球員，曾長時間效力德甲拜仁慕尼黑，於2006年退役。

## 生平
謝利美斯出生於東德的格尔利茨，於家鄉球會受訓，至1986年加入了東德球會德雷斯頓迪納摩當青年軍成員。時兩德統一，原本是東德頂級聯賽冠軍的德雷斯頓迪納摩，一下子變成弱旅。只打了一季10場比賽的謝利美斯，乃於1995年轉投當時屬德甲的1860慕尼黑。
謝利美斯是在1998年世界盃中入選國家隊而受到注意。世界盃後謝利美斯乃轉投德甲拜仁慕尼黑，亦即是1860慕尼黑的死敵。其職業生涯所有獎項都是在拜仁取得，包括了六屆德甲聯賽冠軍（1999、2000、2001、2003、2005、2006）和三屆德國盃（2000、2003、2005、2006）。2001年更贏得歐洲聯賽冠軍盃。其司職位置乃防守中場，有人曾拿他與元老級名宿馬圖斯比較，但相比下謝利美斯入球量較少，技術也較遜。
謝利美斯曾參賽2002年世界盃贏得亞軍，但在2004年歐洲國家盃後便退出國家隊。而在球會則在2006年宣告退役。

## 獎項
- 德甲聯賽：1999、2000、2001、2003、2005、2006
- 德國盃：2000、2003、2005、2006
- 歐洲聯賽冠軍盃：2001
- 世界盃亞軍：2002

## 外部連結
- 耶雷梅斯_体坛明星_竞技风暴_新浪网 （页面存档备份，存于）